# Janusz A. Zajdel-prisen
 Der er for få eller ingen kildehenvisninger i denne artikel, hvilket er et problem. Du kan hjælpe ved at angive troværdige kilder til de påstande, som fremføres i artiklen.

Janusz A. Zajdel-prisen (polsk: Nagroda imienia Janusza A. Zajdla) er en polsk science-fiction og fantasy litteraturpris uddelt årligt siden 1984. 
Prisen er opkaldt efter den første modtager af prisen, den polske science-fiction forfatter Janusz A. Zajdel.

## Prisvinderne
| År   | Roman                                                                                       | Novelle                                                                   |
| ---- | ------------------------------------------------------------------------------------------- | ------------------------------------------------------------------------- |
| 1984 | Janusz Andrzej Zajdel, Paradyzja                                                            |                                                                           |
| 1985 | Marek Baraniecki, Głowa Kasandry (da:Kassandras hoved )                                     |                                                                           |
| 1986 | ingen pris                                                                                  | ingen pris                                                                |
| 1987 | ingen pris                                                                                  | ingen pris                                                                |
| 1988 | Edmund Wnuk-Lipiński, Rozpad połowiczny                                                     |                                                                           |
| 1989 | ingen pris                                                                                  | ingen pris                                                                |
| 1990 |                                                                                             | Andrzej Sapkowski, Mniejsze zło (da:Mindre onde)                          |
| 1991 |                                                                                             | Marek S. Huberath, Kara większa                                           |
| 1992 | Feliks Wiktor Kres, Król bezmiarów                                                          | Andrzej Sapkowski, Miecz przeznaczenia (da:Skæbnens sværd)                |
| 1993 | ingen pris                                                                                  | Andrzej Sapkowski, W leju po bombie                                       |
| 1994 | Andrzej Sapkowski, Krew elfów (da:Elverblod)                                                | Ewa Białołęcka, Tkacz Iluzji (da:Væver af illusion)                       |
| 1995 | Rafał Aleksander Ziemkiewicz, Pieprzony los kataryniarza (da:Lirekassemandens skide skæbne) | Konrad Tomasz Lewandowski, Noteka 2015                                    |
| 1996 | Tomasz Kołodziejczak, Kolory sztandarów (da:Fanernes farver)                                | Rafał A. Ziemkiewicz, Śpiąca królewna (da:Den sovende prinsesse)          |
| 1997 | Marek S. Huberath, Druga podobizna w alabastrze                                             | Ewa Białołęcka, Błękit Maga                                               |
| 1998 | Rafał A. Ziemkiewicz, Walc stulecia (da:Århundredets vals)                                  | Anna Brzezińska, A kochał ją aż strach (da:Og han elskede hende så meget) |
| 1999 | Marek S. Huberath, Gniazdo światów (da:Verdenes rede)                                       | Antonina Liedtke, CyberJoly Drim                                          |
| 2000 | Anna Brzezińska, Żmijowa harfa                                                              | Jacek Dukaj, Katedra (da:Katedralen)                                      |
| 2001 | Jacek Dukaj, Czarne oceany (da:Sorte oceaner)                                               | Andrzej Ziemiański, Autobahn nach Poznań                                  |
| 2002 | Andrzej Sapkowski, Narrenturm                                                               | Andrzej Pilipiuk, Kuzynki (da:Kusinerne)                                  |
| 2003 | Jacek Dukaj, Inne pieśni (da:Andre sange)                                                   | Andrzej Ziemiański, Zapach szkła (da:Lugten af glas)                      |
| 2004 | Jacek Dukaj, Perfekcyjna niedoskonałość (da:Den perfekte ufuldkommenhed)                    | Anna Brzezińska, Wody głębokie jak niebo (da:Vande dybe som himmlen)      |
| 2005 | Jarosław Grzędowicz, Pan Lodowego Ogrodu, tom I                                             | Jarosław Grzędowicz, Wilcza zamieć                                        |
| 2006 | Jarosław Grzędowicz, Popiół i kurz                                                          | Maja Lidia Kossakowska, Smok tańczy dla Chung Fonga                       |
| 2007 | Jacek Dukaj, Lód                                                                            | Wit Szostak, Miasto grobów. Uwertura                                      |
| 2008 | Rafał Kosik, Kameleon                                                                       | Anna Kańtoch, Światy Dantego                                              |
| 2009 | Anna Kańtoch, Przedksiężycowi, tom 1                                                        | Robert M. Wegner, Wszyscy jesteśmy Meekhańczykami                         |
| 2010 | Jacek Dukaj, Król Bólu i pasikonik                                                          | Anna Kańtoch, Duchy w maszynach                                           |
| 2011 | Maja Lidia Kossakowska, Grillbar Galaktyka                                                  | Jakub Ćwiek, Bajka o trybach i powrotach                                  |
| 2012 | Robert M. Wegner, Niebo ze stali                                                            | Robert M. Wegner, Jeszcze jeden bohater                                   |
| 2013 | Krzysztof Piskorski, Cienioryt                                                              | Anna Kańtoch, Człowiek nieciągły                                          |
| 2014 | Michał Cholewa, Forta                                                                       | Anna Kańtoch, Sztuka porozumienia                                         |
| 2015 | Robert M. Wegner, Pamięć wszystkich słów                                                    | Robert M. Wegner, Milczenie owcy                                          |
| 2016 | Krzysztof Piskorski, Czterdzieści i cztery                                                  | Łukasz Orbitowski og Michał Cetnarowski (pl), Wywiad z Borutą             |
| 2017 | Rafał Kosik, Różaniec                                                                       | Marta Kisiel (pl), Szaławiła                                              |
| 2018 | Robert Wegner, Każde martwe marzenie (pl)                                                   | Marta Kisiel (pl), Pierwsze słowo                                         |